# 増田貴光
増田 貴光（ますだ たかみつ、1941年6月14日 - 2015年4月2日）は映画評論家、司会者、実業家。
元モデルで、『MEN'S CLUB』に登場したこともある。本名：増田元臣。東京府東京市本郷区（現在の東京都文京区本郷）出身。

## 経歴・人物
東京本郷で3代続いた看護婦家政婦紹介所経営者の家庭に生まれる。幼時に父を亡くし、母と姉に育てられた。
慶應義塾大学法学部在学中から増田貴光の筆名で「映画の友」に映画批評を寄稿。「ヴィスコンティの美は禁色にあり」と題するコラムを目にとめた三島由紀夫から手紙を貰い、以後三島と親交を結んだ。1970年に三島が自決すると「ぼくは三島先生に殉死したい」と語ったこともある。
大学卒業後、日本航空に入社するも1年で退社し渡米。南カリフォルニア大学ジャーナリスト科に留学し、アメリカ合衆国の映画情報を日本に送る仕事に携わる。アメリカ合衆国滞在時代にはハリウッド・ゴールデングローブ映画祭審査員を務めたこともあった。
日本に帰国した後、映画評論家としてデビュー。1970年から『土曜映画劇場』（NET（現・テレビ朝日）） の映画解説者として人気を博し「第2の淀川長治」と呼ばれ、カメラ目線でテレビの前の視聴者に「来週もまた、あなたとお逢いしましょう!」の決めゼリフ（「あなたと」のところで、カメラに向かって指をさすポーズをとる）が話題となった。その後、和田誠から「あんな気持ち悪い奴に指差されたら腐乱しちゃう」と批判されてこのポーズをやめた経緯がある。
映画解説だけでなく『ベルトクイズQ&Q』（TBS）の初代司会者（この番組でも「明日もまた、あなたと…」の決めゼリフがあった）としてお茶の間に知られ、『スクリーン・クイズ』（ニッポン放送）や『パックインミュージック』（TBSラジオ）の初代パーソナリティなどラジオパーソナリティとしても活躍。またクラウンレコード専属歌手として「夜の虫」「こころの傷」などのレコードを発売するなど人気を得たが、1974年6月に『土曜映画劇場』の解説者はじめ、レギュラー番組をすべて降板、ブラウン管から忽然と姿を消す。その理由について「週刊文春」は「睡眠薬（ハイミナール）中毒によるもの」と報じている。
1975年4月6日、当時24歳のミス八王子の女性と見合い結婚。ハワイやロサンゼルスやサンフランシスコに2週間の新婚旅行を行ったが、性的不能との理由により新妻から不服を申し立てられ、9か月で破綻。別れ話を巡り、増田が新妻の兄と弟から暴力を振るわれたとされる事件を経て、1976年3月31日に増田側から東京家裁に離婚調停と慰謝料請求の申し立てが行われ、1978年1月に正式に離婚が成立。増田は妻に「ぼくは女性とセックスできない体だ（ゲイであることの告白）」「結婚したのは母親を安心させるため」等と発言したと報道された。
上記の"処女妻騒動"で仕事を失った増田は遊興費にも事欠くようになり、1979年4月には東京都目黒区内の印刷所で「一件消滅書」などと題した書類や国島文彦警視総監の印章や総監秘書の名刺を偽造、秘書に成りすまして川口松太郎・三益愛子夫妻に接近。汚職や殺人以外の前科なら懲罰金130万円を払えば消すことができるとの作り話を持ちかけ、川口夫妻の子息の前科を抹消してやるから金を払うようにと勧誘。しかし川口方を訪ねる直前「警視庁の者」と偽って3回も電話をかけたため川口の家人に怪しまれて警視庁富坂署に通報され、川口たちに会う前に玄関先から任意同行を求められ、従った。取調べの結果、署名偽造と印章偽造で逮捕された上、警視庁の家宅捜索により自宅から覚醒剤と注射器が発見された。この事件で1979年8月に懲役2年、執行猶予4年の有罪判決を受けた。
翌1980年7月、ふたたび覚醒剤取締法違反で逮捕。実刑判決を受け、2年間服役した。
これらの不祥事のため芸能界への復帰は絶望的となり、出所後は家業の看護婦家政婦紹介所経営を継いでいる。1989年に週刊誌の取材を受け、テレビ復帰の可能性を問われて否定している。
2015年4月2日に死去。73歳没。増田の訃報は日本看護家政紹介事業協会広報誌に小さく紹介されていた。

## 出演番組

### テレビ
- 『土曜映画劇場』（NET）- 解説者
- 『ベルトクイズQ&Q』（TBSテレビ）- 司会者
- 『チャンスだピンチだ』（NHK総合）- 司会者

### ラジオ
- 『スクリーン・クイズ』（ニッポン放送）
- 『パックインミュージック』（TBSラジオ）

## 関連文献
- 「週刊文春」1979年5月17日号「有名になりたかった男 映画解説 増田貴光の"蹉跌"」
- 「週刊女性」1979年5月22日号「増田貴光逮捕! 転落までの暴かれた私生活」
- 「女性自身」1979年5月24日号「増田貴光を逮捕! ああ、性の狂乱の果てに…」
- 「女性セブン」1979年5月24日号「あの"処女妻離婚"の増田貴光が今度は"詐欺未遂"と"覚せい剤"でマスコミ登場!」
- モルモット吉田『映画評論・入門!』（洋泉社）2017年5月9日 ISBN 978-4800312488